# ホシマル・モスケラ
ホシマル・モスケラ・アングロ（Josimar Mosquera Angulo, 1982年10月12日 - ）は、コロンビア・アンティオキア県出身の同国代表サッカー選手。ASDフスト・ホセ・デ・ウルキーサ所属。ポジションはディフェンダー。

## 経歴
2008年のスルガ銀行チャンピオンシップの際にアルセナルFCの選手として来日し、優勝メンバーの一員となった。
2017年8月18日、プリメーラC（アルゼンチン4部）のASDフスト・ホセ・デ・ウルキーサに移籍した。

## タイトル
ゴドイ・クルス
- プリメーラB・ナシオナル : 2006アペルトゥーラ

エストゥディアンテス
- プリメーラ・ディビシオン : 2006アペルトゥーラ

アルセナル
- コパ・スダメリカーナ : 2007
- スルガ銀行チャンピオンシップ : 2008